# Glochidion myrtifolium
Glochidion myrtifolium là một loài thực vật thuộc họ Euphorbiaceae. Đây là loài đặc hữu của Polynésie thuộc Pháp.